# I Think I Love My Wife
I Think I Love My Wife é uma comédia romântica - drama de 2007 filme dirigido, produzido, escrito e estrelado por Chris Rock e Kerry Washington. É uma refilmagem do  filme francês de 1972, Chloe in the Afternoon por Éric Rohmer.

## Sinopse
Richard Cooper (Chris Rock) é um executivo bem sucedido, aliás, o único executivo negro de sua empresa. Ele é casado com a professora Brenda (Gina Torres) e é pai de duas belas crianças. Na vida pessoal de Richard, só está faltando uma coisa no momento: o sexo. Sua esposa está sempre ocupada com a casa, as crianças e o trabalho, e isso faz com que os dois se distanciem cada vez mais. Por causa disso, Richard tem fantasias sexuais constantes com as várias mulheres que vê na rua, mas, apesar disso, é um marido fiel que nunca transforma essas "fantasias" em realidade. Quando a bela, sexy e sedutora Nikki (Kerry Washington), uma namorada do passado, ressurge em sua vida propondo lhe satisfazer em todos os sentidos, Richard vai ter que resistir a diversas tentações e enfrentar um dilema: Afinal, trair ou não sua mulher?

## Produção
Charles Stone III foi escalado para dirigir, mas desistiu.
Esta é a segunda vez Chris Rock e Washington atuam juntos. Anteriormente fizeram o Bad Company, O Estúdio UTV Motion Pictures fez uma de suas primeiras entradas no mercado americano por co-produzir este filme.

## Elenco
- Chris Rock como Richard Marcus Cooper
- Kerry Washington como Nikki
- Gina Torres como Brenda Cooper
- Steve Buscemi como George, o amigo de Richard
- Edward Herrmann como Sr. Landis, o chefe de Richard
- Welker White como Tracy
- Samantha Ivers como Mary
- Michael Kenneth Williams como Teddy
- Orlando Jones como Nelson
- Cassandra Freeman como Jennifer
- Stephen A. Smith como Allan
- Wendell Pierce como Sean
- Milan Howard como Kelly Cooper
- Roz Ryan como Landlady
- Christina Vidal como Candy
- Eliza Coupe como Lisa
- Eva Marcille Pigford como Hope
- Bambadjan Bamba como Rapper no Elevador
- GQ como Rapper Branco
- Linda Powell como Terapeuta
- Ian Brennan como Vendedor da Loja de Departamentos

## Recepção da crítica
I Think I Love My Wife teve recepção mista por parte da crítica especializada. Com base de 30 avaliações profissionais, alcançou uma pontuação de 49% no Metacritic. Por votos dos usuários do site, atinge uma nota de 4.8, usada para avaliar a recepção do público.